# Musée civique de Monza
Le musée civique de Monza est situé dans l'ancienne Casa degli Umiliati à Monza, via Teodolinda 4.

## Bâtiment
L'emplacement actuel du Musée civique de Monza se trouve à la Casa degli Umiliati. L'ordre des humiliés est l'un des nombreux mouvements spirituels ayant vu le jour en opposition au faste et à la richesse généralisée dont le clergé faisant souvent étalage, prônant un retour à une vie plus austère et plus frugale. Initialement condamnés comme hérétiques par le pape Lucius III en 1184, ils sont rétablis par une bulle d'Innocent III. L'ordre est ensuite supprimé en 1571 par Charles Borromée.
Les bâtiments des humiliés, présents dans toute la Lombardie et également nombreux à Monza, étaient différenciés en couvents pour les religieux consacrés et en lieux de rencontre pour les affiliés laïcs ; la Casa degli Umiliati appartient à ce dernier type.
En raison d'un grand nombre d'anomalies dans la structure et les éléments décoratifs, et de l'absence d'un grand nombre de documents historiques, les bâtiments médiévaux ont subi divers remaniements et reconstructions, et il est difficile de lire l'espace architectural de manière uniforme. Cependant, les éléments d'origine sont identifiables, et les autres éléments sont caractéristiques du XVIIIe siècle, ainsi que de la muséification de l'espace au siècle dernier.

## Histoire
Dans son testament de 1923, Eva Galbesi, veuve de l'avocat mantouan Samuele Segrè, fait don à la municipalité de Monza de toute la collection d'art de son mari, composée de peintures, d'estampes et de céramiques. Il s'agit d'une donation importante comprenant des œuvres allant du XVIe siècle au XIXe siècle.
D'autres dons sont venus s'ajouter à ce noyau initial, si bien qu'en 1935, une « Galerie d'art » a été ouverte dans l'aile nord de la villa royale de Monza. Les collections se sont encore enrichies grâce à l'achat par la ville des œuvres lauréates du Premio Città di Monza institué dans les années 1950.
Le premier lieu d'exposition est fermé en 1984 en raison de la détérioration structurelle des locaux, ce qui rend nécessaire la recherche d'un nouvel emplacement. À cette fin, l'ancien bâtiment de la Casa degli Umiliati, autrefois siège à Monza de l'ancien ordre religieux, est rénové. Le musée a rouvert ses portes au public le 28 juin 2014 dans les nouveaux locaux aménagés par une équipe de concepteurs dirigée par l'architecte Mide Osculati.

## Parcours de l'exposition

### Rez-de-chaussée
Le rez-de-chaussée du bâtiment et le cloître abritent des pièces archéologiques datant de l'Âge du Bronze au Moyen Âge. En outre, d'autres espaces du rez-de-chaussée sont réservés à des expositions temporaires.

### Premier étage
Des peintures du XVIe siècle au XXe siècle sont exposées au premier étage.
Le musée expose notamment des œuvres de quelques-uns des plus célèbres maîtres de Monza du XIXe siècle : Mosè Bianchi, Gerardo Bianchi (it), Pompeo Mariani, Emilio Borsa, Eugenio Spreafico (it).

Le XXe siècle est représenté par des œuvres d'Anselmo Bucci, Guido Caprotti (it), Arturo Martini, Marino Marini, Mario Radice et Fausto Pirandello.
Une petite section est réservée à la majolique et à la porcelaine. Le musée possède également deux commodes de Giuseppe Maggiolini.

### Liste partielle des peintures
- Portrait de Carolina Zucchi (it)
- Autoportrait (Castelli) (it)
- Autoportrait (Mariani) (it)
- Après le duel (it)
- La mère réfugiée
- Dans la cathédrale de Monza (it)
- Parc de Monza (Mariani) (it)
- Portrait de Giacinta Galimberti (it)
- Portrait de Giuseppe Antonio Fossati (it)
- Portrait de Mosè Bianchi (it)
- Portrait de Simonetta Galimberti (it)
- Portrait d'une vieille femme (Mariani)
- Portrait d'homme (Bianchi) (it)
- Les dépenses du curateur
- Les armoiries de la Savoie, le génie savoyard (it)
- Histoire (Bianchi) (it)
- Orage dans la rizière (it)
- Tête de vieillard (it)
- Dame en gris

## Collection Segrè
En 1923, Eva Galbesi di Segrè fait don à la ville de Monza de la plupart de ses peintures, gravures anciennes et œuvres d'art, léguées par son mari dans son testament. Cet énorme patrimoine jette les bases de la création d'un musée municipal, qui voit le jour avec la fondation de la pinacothèque en 1935.

## Galerie

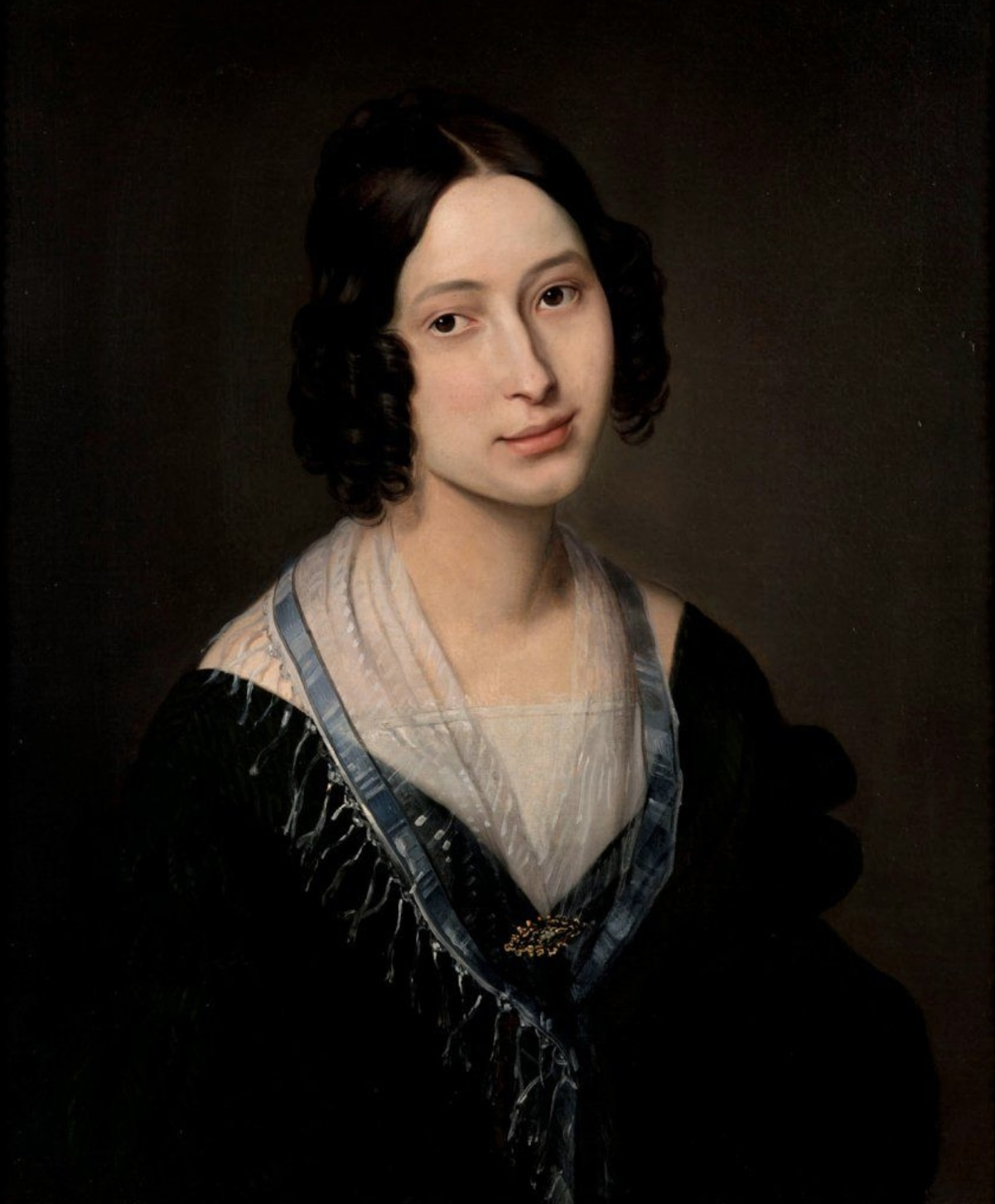
Francesco Hayez Portrait de Carolina Zucchi (it) (1825-1835)
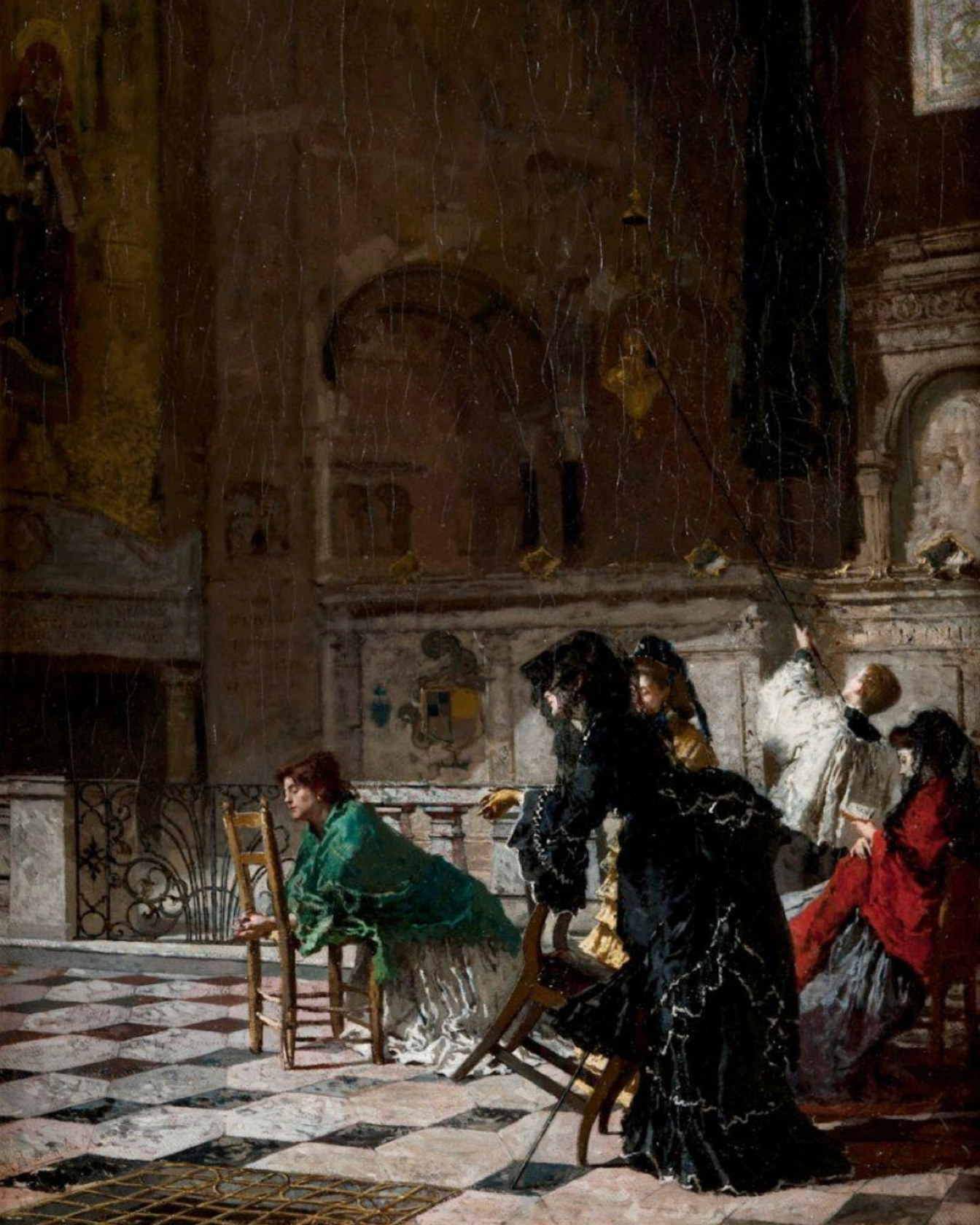
Mosè Bianchi Dans la cathédrale de Monza (it) (1872)
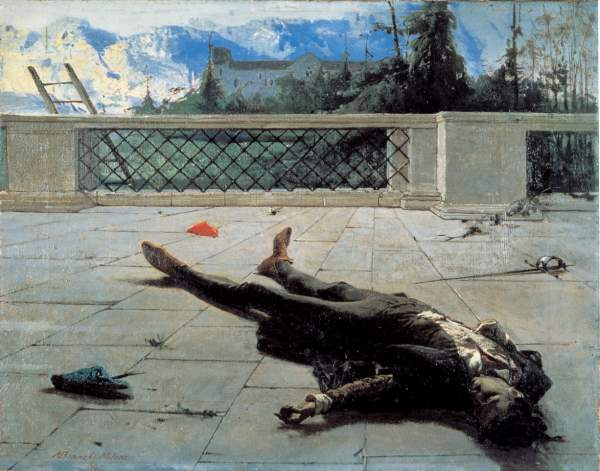
Mosè Bianchi Après le duel (it) (1866)
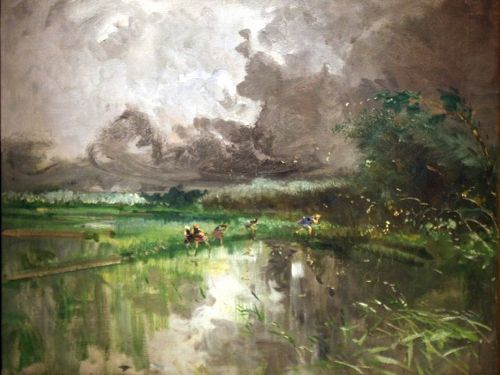
Pompeo Mariani Orage dans la rizière (it) (1896)
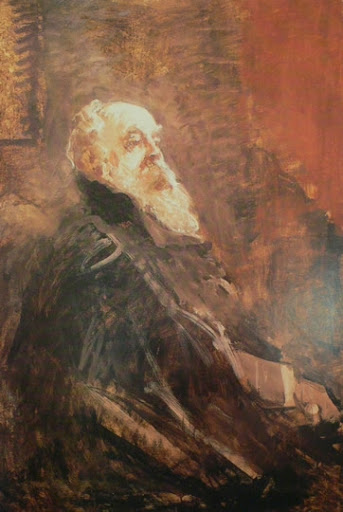
Pompeo Mariani Portrait de Mosè Bianchi (it) (1900)